# Habura (Eufrat)
Habura, prema latinskom Chabura, također i Habur  (arapski الخابور   al-khābūr , kurdski:  Xabûr, sirjački:  ܚܒܘܪ  ḥābur/khābur, turski:  Habur, starogrčki:  Χαβώρας ili Ἀβόρρας ili Ἀβούρας - Chaboras, Aborrhas, ili Abura, latinski: Chabura) je najveći trajni pritok Eufrata na sirijskom ozemlju. Premda izvire u Turskoj, krški izvori oko Ra's al-'Ayna glavni su izvor vode rijeci. Nekoliko važnih vadija ulijeva se u Haburu sjeverno od Al-Hasakaha, zajedno tvoreći ono što je znano kao Haburski trokut, ili područje Gornje Habure. Od sjevera ka jugu, godišnja količina oborina u području bazena Habure opada s preko 400 mm na manje od 200 mm, čineći tako rijeku životno važnim izvorom vode za okolne poljodjelce tijekom povijesti. Habura se ulijeva u Eufrat kod grada Busayraha.

## Imena
Arapski: نهر الخابور‎, aramejski:ܢܗܪܐ ܕܚܒܘܪ, kurdski: Çemê Xabûr, turski: Habur Nehri, Habor, starogrčki: Χαβώρας, Ἀβόρρας, Ἀβούρας - Chaboras, Aborrhas, Aburas, hebrejski: Kebar, Chebar, latinski: Chabura

## Zemljopis
Tok rijeke Habure može se podijeliti u dvije različite zone: područje Gornje Habure ili Haburski trokut sjeverno od Al-Hasakaha, te Srednja i Donja Habura između Al-Hasakaha i Busayraha.

### Pritoci
Pritoci Habure su poredani od istoka ka zapadu: Većina ovih vadija dolijeva vodi samo dijelom godine.
- Wadi Radd
- Wadi Khnezir
- Wadi Jarrah
- Jaghjagh
- Wadi Khanzir
- Wadi Avedji